# Los Atlixcos
Los Atlixcos, també conegut com Cerro el Abra, consisteix en una àmplia zona de colades de lava rematades per dos cons volcànics que es troben a l'estat de Veracruz, Mèxic. Els dos cons es troben separats per dos quilòmetres de distància, sent el més alt, de 775 msnm, el situat més a l'oest. Les colades de lava basàltica, cap al nord i l'est, arribaven a la costa, situada a nou quilòmetres de distància.